# Triplognatha allardi
Triplognatha allardi är en skalbaggsart som beskrevs av Jan Krikken 1987. Triplognatha allardi ingår i släktet Triplognatha och familjen Cetoniidae. Inga underarter finns listade i Catalogue of Life.